# Савез комуниста
Савез комуниста је био прва комунистичка организација радничке класе која је створена 1847. године у Лондону, под руководством Карла Маркса и Фридриха Енгелса, реорганизацијом дотадашње тајне револуционарне организације „Савеза праведних“ . Престао је да постоји 1852. године, али је упркос томе био претеча каснијих међународних комунистичких организација. На његовим основама је 1864. године основано Међународно удружење радника. 

### Историјат
Борбу за оснивање комунистичке организације Карл Маркс и Фридрих Енгелс су отпочели организовањем мреже комунистичких дописничких комитета за везу, повезивањем с радницима и револуционарима тога доба, пропагирањем свога учења међу немачким, француским и белгијским радницима и борбом да придобију „Савез праведних“, тј да га ослободе завереничког карактера и разних магловитих представа о комунизму. Оценивши да су услови испуњени Маркс и Енгелс су почетком 1847. године ступили у „Савез праведних“, припремили његову реорганизацију и на Првом конгресу, јуна 1847. године у Лондону, основали Савез комуниста.
На Конгресу Савез комуниста је добио свој назив и усвојена су начела организације, која је дефинисао Пројекат статута. Њиме су утврђена и остала начела за изградњу партије радничке класе. На Другом конгресу У Лондону, потврђен је Статут, који је претходно био продискутован у свим основним организацијама Савеза; усвојена су програмска начела и донета одлука да Маркс и Енгелс, који су учествовали у раду Конгреса, напишу манифест као програм Савеза комуниста (Манифест комунистичке партије). 
Иако Савез комуниста није успео да се оснажи и омасови, јер је одмах био увучен у револуционарну борбу 1848. године, његови чланови су одиграли значајну улогу у револуцији у Немачкој, борећи се на њеном левом, пролетерско-плебејском крилу, а многи од њих су били основна снага касније створене Прве интернационале. Савез је представљао прву међународну организацију радничке класе (чланови су осим Немаца, били и Французи, Белгијанци, Енглези, Чеси, Јужни Словени, Руси, Скандинавци и др.); његов орган у току револуционарне 1848. године биле су „Нове Рајнске новине“.
После извесног колебања, које је настало због пораза револуције, дошло је до расцепа у Савезу, на питању оцене даље револуционарне перспективе. Пошто је уз помоћ провокатора, пруска влада организовала у јесен 1852. године тзв. „Келнски процес против комуниста“, на предлог Карла Маркса донета је одлука о распуштању Савеза комуниста - 17. новембра 1852. године.